# HSG Warnemünde
Die Hochschulsportgemeinschaft Warnemünde (HSG Warnemünde) ist ein Sportverein aus Rostock im Stadtteil Warnemünde. Im August 1971 wurde die HSG Warnemünde in Rostock gegründet. Sie hat insgesamt 350 Mitglieder (Stand 1. Januar 2025) in zehn Sportabteilungen – die zahlenmäßig größte ist die Abteilung Wasserball mit mittlerweile knapp 120 Mitgliedern. Vereinsvorsitzender ist Helge Wunderlich, sein Vertreter ist Jörg Behlendorf.

## Verein
Der Verein betreibt sowohl Spitzen- als auch Breitensport. Die Abteilungen des Vereins sind neben dem Wasserball Schwimmen, Badminton, Segeln, Gymnastik, Kegeln, Basketball, Fußball, Handball und Volleyball.

## Wasserball
Die Wasserball-Sparte ist die erfolgreichste Abteilung des Vereins. Nach dem Aufstieg aus der 4. Liga im Jahre 1997 (damals noch als PSV Rostock, ehe die Sparte Wasserball 2002 komplett zur HSG Warnemünde wechselte), spielte die HSG Warnemünde bis zur Saison 2005/2006 in der drittklassigen Regionalliga Nord. In der Saison 2005/2006 stiegen die Wasserballer dann infolge einer bundesweiten Ligareform in die 2. Wasserball-Liga Nord (vormals Regionalliga Nord) auf und erreichten dort prompt in ihrem Premierenjahr den dritten Rang. Nach einem personellen Umbruch spielten sie ab 2010 in der drittklassigen Oberliga Schleswig-Holstein/Mecklenburg-Vorpommern, erreichten aber ab der Saison 2014/2015 den Wiederaufstieg in die 2. Liga-Nord. Dieses erfolgreiche Aufstiegsjahr konnten sie auf dem 3. Gesamtrang abschließen. Die Trainings- und Spielstätte des Vereins ist die Neptun-Schwimmhalle in der Kopernikusstraße, direkt neben dem Fußballstadion des F.C. Hansa Rostock.

## Fußball
Die Fußballabteilung der HSG Warnemünde umfasst zwei Herrenmannschaften, ein Frauenteam, sowie eine C-Jugend Mannschaft. Die 1. Mannschaft der Herren spielt zur Saison 2018/19 in der Landesklasse Staffel 3, die 2. Mannschaft spielt in der Kreisklasse Staffel 1 Warnow. Die Frauen sind 2018/2019 Mitglied in der AOK-Verbandsliga, der höchsten Liga auf Landesebene. 2019 gewann die Frauenmannschaft den Mecklenburg-Vorpommern-Pokal und qualifizierte sich damit für den DFB-Pokal.
Spielstätte der Teams ist der Friedrich-Ludwig-Jahn-Sportpark in Warnemünde. Die Anlage umfasst 2 Kunstrasenplätze, einen Rasenplatz und eine 3 Felder Sporthalle. Die HSG teilt sich den Sportpark mit dem SV Warnemünde.